# Hendrik Gruhn
Hendrik Gruhn (* 13. August 1994 in Cuxhaven) ist ein deutscher Basketballtrainer und ehemaliger -spieler.

## Werdegang

### Spieler
Gruhn spielte bei Rot-Weiß-Cuxhaven, mit der Herrenmannschaft des Vereins wurde der 1,88 Meter große Flügelspieler 2014 Meister der Bezirksoberliga, Gruhn war mit 18,6 Punkten je Begegnung zweitbester Korbschütze der Mannschaft hinter Moris Hadžija. In derselben Spielzeit gehörte Gruhn zum Aufgebot der Cuxhaven BasCats, bestritt für die Mannschaft sechs Kurzeinsätze in der 2. Bundesliga ProA.
Mit der zweiten Herrenmannschaft des SC Rasta Vechta trat er 2014/15 in der 2. Regionalliga Nord-West an und gewann den Meistertitel. Gruhn wechselte anschließend zum TuS Bramsche, für den er im Spieljahr 2015/16 in zehn Begegnungen der 2. Regionalliga Nord-West eingesetzt wurde.

### Trainer
Gruhn, der in Vechta ein Studium in den Fächern Sportwissenschaft und Erziehungswissenschaft aufnahm, wurde 2015 im Jugendbereich des SC Rasta Vechta als Trainer tätig. 2017 übernahm er bei der Spielgemeinschaft Quakenbrück/Vechta in der Jugend-Basketball-Bundesliga das Amt des Co-Trainers, arbeitete als solcher mit Cheftrainer Hanno Stein zusammen. Gruhn war dann später unter Marius Graf Co-Trainer der U19-Mannschaft Quakenbrücks/Vechtas in der Nachwuchs-Basketball-Bundesliga (NBBL) sowie der zweiten Herrenmannschaft des SC Rasta Vechta in der 1. Regionalliga. Im Oktober 2021 wurde Gruhn in beiden Mannschaften zum Cheftrainer befördert, da Graf in Folge eines Trainerwechsels in Vechtas Profimannschaft in deren Trainerstab aufstieg.
Gruhn führte die Spielgemeinschaft Quakenbrück/Vechta in der Nachwuchs-Basketball-Bundesliga 2022 ins Endspiel um die deutsche U19-Meisterschaft, welches gegen Alba Berlin verloren wurde. Mit Vechtas zweiter Herrenmannschaft wurde er 2022 Meister der 1. Regionalliga Nord, dadurch gelang der Aufstieg in die 2. Bundesliga ProB. Im Spieljahr 2022/23 zog Gruhn mit Vechta II als Liganeuling in die Endspiele der 2. Bundesliga ProB ein. Man unterlag Koblenz, hatte aber als Meisterschaftszweiter den Aufstieg in die zweithöchste deutsche Spielklasse, 2. Bundesliga ProA, sicher. Seine Aufgabe als NBBL-Trainer Quakenbrücks/Vechtas gab er 2023 ab, widmete sich ganz seiner Tätigkeit bei Vechta II in der 2. Bundesliga ProA. In der Saison 2024/25 stieg Gruhn mit der Mannschaft als Tabellenletzter aus der zweithöchsten deutschen Spielklasse ab.
Gruhn übernahm in der Sommerpause 2025 das Traineramt beim Zweitligisten Artland Dragons. Das geschah im Rahmen einer erweiterten Zusammenarbeit zwischen den Quakenbrückern und dem SC Rasta Vechta.